# Tenki
Il Tenki (in russo Тенки?) è un fiume della Russia siberiana orientale, affluente di sinistra del Bytantaj (bacino idrografico della Jana).
Nasce dalla sezione orientale dei monti di Verchojansk, scorrendo in un bacino ricco di laghi (circa 150) e ricevendo alcuni affluenti dei quali il principale è il Soguru-Mandyja (70 km).
Non incontra centri urbani di rilievo in tutto il suo corso; gela in superficie dai primi di ottobre alla fine di maggio.